# Nationalpark Kalkalpen
Nationalpark Kalkalpen er en nationalpark i det centrale Østrig, som blev etableret i 1997. Parken er på næsten 21.000 hektar. Dens højeste bjergtop Hohe Nock ligger 1.963 moh. Store dele af nationalparken er dækket af blandskov, der primært består af gran, ædelgran og bøg.

## Historie
De første mennesker har boet i området allerede i stenalderen; i en grotte er der fundet stenværktøj, der er 30.000 til 65.000 år gammelt. På samme sted findes også tegn på, at der har levet hulebjørne, huleløver, ulve og stenbukke i området. I området omkring Losenstein har man fundet efterladenskaber fra jægere som levede 18.000 til 10.000 f.Kr. I middelalderen og fremefter var regionen centrum for jernfremstilling. 
Naturparken blev indviet i 1997 og i 2001 og 2003 blev den udvidet. Siden 2004 indgår parken i Ramsar-konventionen og netværket Natura 2000.

## Flora og fauna
I naturparken lever ca. 30 pattedyrarter (f.eks. brun bjørn, los, odder, bæver, syvsover og forskellige flagermus) , 1.500 sommerfugle og der er 80 fuglearter, der ruger i området. Der findes endvidere mere end 1.000 plantearter, bl.a. dækfrøede planter, bregner og mosser.